# Viviane Orro
Viviane Almeida Nogueira Orro (Aquidauana, 16 de setembre de 1976) és una política i metgessa brasilera.
Com a presidenta del Partit Socialdemòcrata d'Aquidauana, el 2020, Viviane es va presentar a l'alcaldia de la localitat de sulmatogrossense, però va perdre a les urnes amb 5.036 vots vàlids. El 2022 es va oficialitzar que formaria part de la candidatura de Marquinhos Trad al govern estatal aspirant al càrrec de vicegovernadora.
Està casada amb el polític i diputat estatal Felipe Orro.